# Área Administrativa de Ruengue
A Área Administrativa de Ruengue, ou Ruweng, é uma área administrativa do Sudão do Sul. A área era conhecida como Estado de Ruengue entre 2 de outubro de 2015 e 22 de fevereiro de 2020, quando era um estado do Sudão do Sul.